# Oscar Wendt
Oscar Joakim Wendt, född 24 oktober 1985 i Askims församling i Göteborg, är en svensk före detta fotbollsspelare (försvarare) som sist spelade för IFK Göteborg, där han för närvarande är assisterande sportchef. Även hans far, Joakim Wendt, spelade för IFK Göteborg, liksom hans fars morbror, Jan Åberg.

## Klubbkarriär
Oscar Wendt inledde karriären i IFK Skövde innan han 2003 anslöt till IFK Göteborg. Oscar Wendt spelade 2003–2006 i IFK Göteborg, och medverkade i sammanlagt 91 matcher. Sommaren 2006 blev Wendt värvad till FC Köpenhamn. Wendt spelade 138 matcher i Superligaen.

### Borussia Mönchengladbach
Den 9 juni 2011 blev Wendt klar för tyska Borussia Mönchengladbach och skrev på ett treårskontrakt med klubben. Övergången bekräftades av Wendts agent Niclas Jensen. Oscar Wendt blev den 26 januari 2019 utsedd till den icke-tyska spelare som har gjort flest matcher i sin klubb Borussia Mönchengladbach. Med 184 matcher för den tyska klubben passerade han belgaren Filip Daems som stod på 183 matcher. Wendt blev dessutom målskytt i matchen mot FC Augsburg. I februari 2019 förlängde Wendt sitt kontrakt fram till sommaren 2020. Wendt lämnade året 2021 som klubbens rekordspelare. Inget utländsk proffs hade då någonsin spelat fler tävlingsmatcher för Borussia Mönchengladbach. Svensken var den förste att nå fler än 300. Wendt var även lagkapten i klubben.   

### Återkomst i IFK Göteborg
Den 23 mars 2021 meddelade IFK Göteborg att Wendt vänder hemåt efter 15 år utomlands. Han blev spelklar sommaren 2021 och kontraktet är skrivit till december 2022. Efter säsongen 2022 förlängde IFK Göteborg Wendts kontrakt med ytterligare ett år. Med drygt en månad kvar på kontraktet förlängde IFK Göteborg Wendts kontrakt som sträckte sig över säsongen 2024.

## Landslagskarriär
Wendt debuterade 2004 i Sveriges U21-landslag. Han gjorde A-landslagsdebut den 14 januari 2007 mot Venezuela i Maracaibo. Wendt hann med tre förbundskapter under sin tid i landslaget. Wendt startade sin första VM-kvalmatch under Lars Lagerbäck den 6 september 2008 mot Albanien, som slutade mållöst.  
Under förbundskaptenen Erik Hamrén fick Wendt bara starta i sex kvalmatcher. Året 2011 blev det fyra EM-kvalmatcher från start, i båda matcherna mot Moldavien, i matchen mot Finland samt i förlusten mot Ungern. Wendts enda start under Hamrén i en VM-kvalmatch, blev i förlusten mot Österrike den 7 juni 2013. Den sista EM-kvalmatchen i startelvan under Hamrén, blev den 14 juni 2015 mot Montenegro.  
Under förbundskaptenen Janne Andersson blev det en start för Wendt, den 6 september 2016, i VM-kvalmatchen mot Nederländerna som slutade 1-1. Hans sista landskamp blev i träningslandskampen mot Ungern i Budapest den 15 november 2016. 
Den 17 mars 2017 bekräftade Oscar Wendt att han efter 10 år i landslaget och 28 landskamper skulle avsluta sin landslagskarriär. Wendt startade i totalt 17 landskamper, resten kom han in som avbytare.